# Wilsoniak
Wilsoniak – bezpłatny miesięcznik społeczno-historyczny kolportowany na terenie warszawskiej dzielnicy Żoliborz i Bielany. W pierwszej kolejności porusza tematy lokalne: dzielnicowe i warszawskie.

## Nazwa
Nazwa Wilsoniak nawiązuje do placu Wilsona centralnego placu dzielnicy, w którym schodzą się drogi prowadzące do wszystkich jej części. 

## Historia
Miesięcznik wydawany przez Wiktora Jasionowskiego powstał we wrześniu 2016 roku i od tamtej pory funkcjonuje jako kolektyw redaktorski tworzony przez młodych społeczników z różnych środowisk powiązanych ze sobą pasją do Żoliborza. Pierwszą redaktor naczelną została Sonia Matlak. Obecnie tę funkcję pełni Monika Miłosz.
Gazeta początkowo była podzielona na kategorie:
- Na Żoliborzu
- Poza Żoliborzem
- Historia i ciekawostki
- Felietony
- Żoliborz młodym okiem
- Motoryzacja

W lutym 2017 r. gazeta odnotowała pierwsze cytowanie przez ogólnopolski tygodnik „Polityka”. Od kwietnia 2017 r. miesięcznik wychodzi również na terenie dzielnicy Bielany w części, która przed II wojną światową należała do Żoliborza – Starych Bielanach i Marymoncie.

## Logo
Swoim logotypem „Wilsoniak” nawiązuje do stylu lat 20. XX wieku, kiedy Żoliborz zaczął powstawać oraz do pierwszej wydawanej na jego terenie gazety – Głosu Żoliborza i Marymontu i przedwojennego dziennikarstwa.

## Współpraca z innymi podmiotami
Gazeta ma charakter prospołeczny wyrażony hasłem „Pierwszą cechą żoliborskiej prasy jest jej społeczne zaangażowanie” -  często wspiera lokalne inicjatywy, na stałe współpracuje z szeregiem organizacji i instytucji: Hufiec ZHP Warszawa-Żoliborz, Wydział Nauk Politycznych i Studiów Międzynarodowych Uniwersytetu Warszawskiego w zakresie odbywania praktyk studenckich, Marymont 1911 Warszawa, Stowarzyszenie Żoliborz, Muzeum Dulag 121, Muzeum Niepodległości – Muzeum X Pawilonu, Towarzystwo Przyjaciół Warszawy (Oddział Bielany - Żoliborz), Instytut Rozwoju Kultury, Fundacja Zwierzochron, Kalinowe Serce, Festiwal „Sofa".
Miesięcznik „Wilsoniak” współpracuje z żoliborską jednostką terytorialną ZHP w zakresie patronatu medialnego.
W ramach inicjatyw społecznych miesięcznik „Wilsoniak” prowadzi bezpłatne porady prawne, organizuje wycieczki historyczne po Żoliborzu.